# Калибак
Калибак (на английски: Kalibak) е измислен злодей, божество на ДиСи Комикс. Създаден е от художника легенда Джак Кърби. Персонажът за пръв път се появява в New Gods бр. 1 през февруари 1971 година. В комиксите Калибак е първородният син на Дарксайд, владетелят на Апоколипс. Неговата майка е Сули, която е убита по заповед на кралица Хегра. За пръв път се появява в Super Powers Team, където е озвучен от Франк Уелкър. В „Супермен: Анимационният сериал“ (в епизода „Денят на бащата“) се озвучава от Майкъл Дорн. Майкъл Дорн отново озвучава героя си в Лигата на справедливостта и Лигата на справедливостта без граници. В „Батман: Смели и дръзки“ се озвучава от Майкъл Лиън-Ули.